# Leon Panetta
Leon Edward Panetta (nascut el 28 de juny de 1938) és un polític demòcrata i intel·lectual estatunidenc d'origen italià. Des de 2009 va ser director de la CIA i el juliol de 2011 va assumir el càrrec de Secretari de Defensa després del seu nomenament per Barack Obama. Va abandonar el Departament de Defensa el febrer de 2013.

## Biografia
Leon Panetta va néixer a Monterey, Califòrnia. Els seus pares van ser Carmelina Maria Prochilo i Carmelo Frank Panetta,  immigrants italians de Siderno, Calàbria, i propietaris d'un restaurant. Els seus primers anys els va passar a Monterey, on va ajudar al restaurant i la granja familiar. Va assistir a Sant Carles Grammar School i Carmel Mission School, les dues escoles catòliques. Va continuar la seva educació secundària a Monterey High School, on es va involucrar en les polítiques estudiantils i va ser membre de l'organització juvenil Junior State of America. Va ser president del consell estudiantil de la seva escola. El 1956 va ingressar a la Universitat Santa Clara, i el 1960 es va graduar magna cum laude en la llicenciatura de Ciències Polítiques. El 1963 va obtenir el seu títol en Dret de la facultat de Lleis de la Universitat de Santa Clara. El 1964 es va enrolar a l'Exèrcit dels Estats Units com sotstinent.

## Carrera política
Leon Panetta va començar la seva carrera política com a republicà i va estar a càrrec durant part de la presidència de Richard Nixon de garantir el compliment de les lleis d'igualtat educativa entre blancs i negres. En 1971 va deixar aquesta funció, i va escriure un llibre Bring us Together (Unim-nos) sobre la seva experiència durant l'administració de Nixon. Poc després d'abandonar el govern, Panetta es va afiliar al Partit Demòcrata adduint que els republicans s'estaven allunyant de les polítiques de centre i treballaven en contra de les lleis de drets civils.
Entre 1977 i 1993 va servir com a representant per Califòrnia, un període que li va permetre aprofundir el seu coneixement dels secrets de la capital i durant el que va presidir el Comitè Pressupostari de la Cambra de Representants dels Estats Units (1989-1993).
El 1993 va passar a ocupar el càrrec de director pressupostari de la Casa Blanca i un any després Bill Clinton el va nomenar el seu Cap de Gabinet de la Casa Blanca on va estar fins a 1997.
Després de la seva sortida de l'administració Clinton, va fundar amb la seva dona Silvia, el 'Panetta Institute, una organització sense ànim de lucre que se centra en el servei públic i en la participació ciutadana en assumptes d'importància per al país. També va treballar com a assessor del rector de la Universitat Estatal de Califòrnia i va ser professor de política pública a la Universitat de Santa Clara.

## Director de la CIA i Secretari de Defensa
Amb l'arribada de Barack Obama a la presidència dels Estats Units, Panetta va tornar a l'escena pública en ser nomenat per aquest com el director de la  CIA, càrrec que va assumir el gener de 2009. Des del 30 de juny de 2011 passa a Robert Gates en la direcció del  Pentàgon i en el seu lloc com a Director de la CIA va ser designat el general David Petraeus.